# Ultravysoké vakuum
Ultravysoké vakuum je vakuové prostředí o tlaku menším než 10−6 Pa; vytváří se odčerpáváním plynů. Střední volné dráhy molekul plynů v takovém prostředí přesahují 10 km, takže proudění plynu je molekulární a molekuly plynu se častěji srážejí se stěnami nádob než s jinými molekulami; téměř všechny interakce molekul tak probíhají na površích uvnitř nádoby.
Ultravysoké (a extrémně vysoké) vakuum je důležité pro mnoho oblastí vědeckého výzkumu. Experimenty v povrchových vědách často vyžadují chemicky čisté povrchy prodté jakýchkoliv adsorbovaných příměsí. Při analýze povrchů nástroji, jako jsou rentgenová fotoelektronová spektroskopie a rozptyl nízkoenergetických elektronů, je pro průchod elektronů nebo svazků iontů nutný velmi nízký tlak. V takovém prostředí se udržují také urychlovače částic, jako je Velký hadronový urychlovač.

## Vlastnosti
Ultravysoké vakuum vyžaduje:
- Rychlé pumpování, často spojení několika vakuových vývěv
- Co nejmenší povrch uvnitř komory
- Používání materiálů s nízkou mírou odplyňování, například některé nerezové oceli
- Elektrolytické leštění kovových částí po jejich zpracování
- Používání nízkotlakých materiálů (keramiky, skla, kovů, teflonu)
- Odstranění vody a uhlovodíků adsorbovanách na stěnách
- Chlazení stěn nádob
- Používání rukavic při práci, aby se zamezilo vniknutí uhlovodíků, například kožního mazu.

## Měření

### Tlak
Ultravysoké vakuum se měří neabsolutními měřidly jako vlastnost vakua závislá na tlaku; Tato měřidla musí být kalibrovaná.
Velmi nízké tlaky se měří magneticky na základě závislosti velikosti proudu v náhodném výboji v plynu na intenzitách elektrického magnetického pole.
Ultravysoké vakuum se měří iontovými měřidly, pomocí horkého vlákna nebo obráceného magnetronu.

### Vnikání plynů
V každé vakuové soustavě postupně uniká plyn dovnitř komory, čímž pomalu navyšuje tlak, není-li odčerpáván.
Rychlost vnikání plyn se zpravidla měří v mbar.L/s nebo torr.L/s. Vnikání plynů se nelze zcela vyhnout, ale pokud probíhá příliš rychle, tak může zpomalit i znemožnit dosažení potřebného nízkého tlaku.

## Odplyňovávání
V soustavách pro ultravysoké vakuum dochází k odplynovávání, a to jak na površích, tak v samotných materiálech. Uvnitř materiálů se jeho omezení dosahuje výběrem materiálů s nízkým tlakem páry (jako jsou například skla, nerezová ocel, a keramika) na všech vnitřních součástech. Za velmi nízkých tlaků se mohou odplynovávat i materiály běžně nepovažované za absorbenty, jako například většina plastů a některé kovy. Obzvláště nevhodné jsou nádoby vyrobené z látek s vysokou propustností pro plyny, jako je palladium.
Menší potíže představuje odplyňovávání z povrchů. Při velmi nízkých tlacích seu na stěnách adsorbuje větší množství plynu, něž jaké se pohybuje uvnitř nádoby, takže vnitřní povrch má při vytváření ultravysokého vakua větší význam objem. Významným zdrojem odplynování je voda, protože tenké vrstvy vodní páry při vystavení komory vzduchu rychle adsorbují všechny další látky. Voda se odpařuje příliš pomalu, než aby ji za pokojové teploty bylo možné zcela odstranit, ale dostatečně rychle, aby udržovala stálou míru kontaminace. Odstranění vody a dalších plynů zpravidla vyžaduje zahřátí zařízení na 200 až 400 °C za současného používání vývěv. Během používání komory lze její stěn chladit kapalným dusíkem, čímž dochází k dalšímu omezení odplynovávání.

## Konstrukce zařízení pro UHV

### Vývěvy
Žádná vývěva není schopna pracovat v celém rozmezí mezi atmosférickým tlakem a ultravysokým vakuem, proto se používají soupravy vývěv několika různých druhů, přizpůsobené jednotlivým úrovním tlaku. Nejprve se většina plynu odsaje hrubovacím čerpadlem. Následuje jedna nebo více nízkotlakých vývěv, jako jsou:
- turbomolekulární vývěvy
- iontové vývěvy
- titanové sublimační vývěvy
- Vývěvy s neodpařitelným getrem (NEG)
- kryovývěvy
- difúzní vývěvy.

### Utěsnění
U zařízení po ultravysoké vakuum se nejčastěji používají těsnění vyrobená z mědi; s jejich pomocí lze udržet tlaky snížené až na 10−10 Pa. Přestože jsou většinou považována za jednorázová, tak je zkušení pracovníci dokáží využít vícekrát, dokud jsou jejich konce ve výborném stavu. Při ucpávání plochých povrchů jsou více používány indiová těsnění.

### Materiály
Mnoho běžných materiálů není vhodných pro ultravysoké vakuum, protože má vysoký tlak páry, vysokou absorptivitu způsobující nežádoucí odplynovávání, nebo vysokou propustnost. Použít nelze:
- Většinu organických sloučenin:
  - Plasty s výjimkou polytetrafluoroethylenu a polyetheretherketonů: nahrazují se keramikou nebo kovy. V omezené míře lze jako materiál na těsnění použít fluorelastomery (například fluorovodíkové kaučuky) a perfluorelastomery, místo kovů, jsou ale drahé. Přestože se u elastomerů nelze zcela vyhnout propouštění plynů, tak je poomalé odplynovávání vodních par významnějším nedostatkem. Tento účinek je možné omezit předzahřátím ve středním vakuu; rychlost průchodu dusíku skrz fluorovodíkové kaučuky je 100krát nižší než u křemíkových těsnění, takže umožňují dosáhnout hlubšího vakua.[1]
  - Lepidla: je třeba používat lepidla určená pro vysoké vakuum, obvykle jde o epoxidy s vysokými podíly minerálních výpln, jako je azbest. Minerální přísady poskytují dobré počáteční vlastnosti a odolávají několika zahříváním.
- Některé oceli: protože se většina ocelí oxiduje, a tím výrazně zvětšuje svůj povrch, tak lze použít pouze nerezovou ocel; nejčastěji se používají oceli SAE 304 a SAE 316L, které obsahují nejméně 18 % chromu a 8 % niklu. Srážení karbidu chromu na rozhraní zrn může anížit odolnost ocelí vůči oxidaci.
- Olovo: K pájení se používají slitiny neobsahující olovo. Ojediněle se čisté olovo používá na spojování plochých povrchů.
- Indium: Indium ise někdy používá jako deformovatelný maeriál na vakuová těsnění, ale kvůli nízké teplotě tání jej není možné použít u soustav upravovaných zahříváním. Nízká teplota tání india může být využita u obnovitelných těsnění vysokovakuových ventilů. Po opotřebení se indium taví a obnovuje a lze jej použít znovu.
- Zinek, kadmium: Vysoký tlak páry během zahřívání vylučuje jejich použití.
- Hliník: Přestože je tlak páry samotného hliníku pro UHV příliš vysoký, tak jeho vlastnosti může zlepšit vrstva oxidů, stejná jako jej chrání před korozí.

- Soupravy pro UHV je třeba čistit, mimo jiné odmašťováním detergenty, nebo organickými rozpouštědly, jako jsou chlorované uhlovodíky. Povrchy se často zmenšují elektrolytickým leštěním. Leptání nerezových ocelí kyselinou fluorovodíkovou vytváří povrchy s vysokým obsahem chromu, který se pasivací kyselinou dusičnou mění na oxid chromitý. Takto upravený povrch omezuje difuzi vodíku do komory.